# Бораты
Бора́ты — соли борной кислоты.

## Виды и получение боратов
Большей частью бораты — соли не самой борной кислоты {\displaystyle {\ce {H3BO3}}}, а полиборных кислот {\displaystyle {\ce {nB2O3\cdot mH2O}}}, не выделенных в свободном состоянии (например, тетраборной кислоты {\displaystyle {\ce {H2B4O7=2B2O3\cdot H2O}}}). Так, при нейтрализации {\displaystyle {\ce {H3BO3}}} едким натром получается тетраборат натрия — бура:
{\displaystyle {\ce {2NaOH + 4H3BO3 = Na2B4O7 + 7H2O}}}
Однако же при нагревании идет другая реакция. Параллельно с реакцией нейтрализации происходит реакция термического разложения борной кислоты до метаборной:
{\displaystyle {\ce {NaOH + H3BO3 = 2H2O + NaBO2}}}
Из боратов растворимы в воде главным образом соли щелочных металлов. Разлагается горячей водой борат кальция-натрия.

## Применение
Бораты используют для умягчения воды, вводят в состав стиральных порошков, применяют в стекольной промышленности. В лабораторной практике с помощью боратов готовят буферные системы, а также используют бораты как плавни и для качественного определения оксидов металлов (см. перл (химия)). Метаборат свинца Pb(BO2)2 применяют при изготовлении экранов, защищающих от радиоактивного излучения. Тетраборат марганца — сиккатив; пигмент в масляных красках.

## Примеры
- Метаборат калия
- Метаборат магния
- Ортоборат магния
- Тетрафтороборат (дикарбонил-метилидин-цикло-трис((циклопентадиенил)родия))